# 坎帕斯 (伊利諾伊州)
坎帕斯（英語：Campus）是位於美國伊利諾伊州利文斯頓縣的一個村落。

## 地理
坎帕斯的座標為41°01′25″N 88°18′23″W / 41.02361°N 88.30639°W，而該地最高點為海拔高度201米（即659英尺）。

## 人口
根據2010年美國人口普查的數據，坎帕斯的面積為0.24平方千米，當中陸地面積為0.24平方千米，而水域面積為0.00平方千米。當地共有人口166人，而人口密度為每平方千米691人。